# فلج المعلا

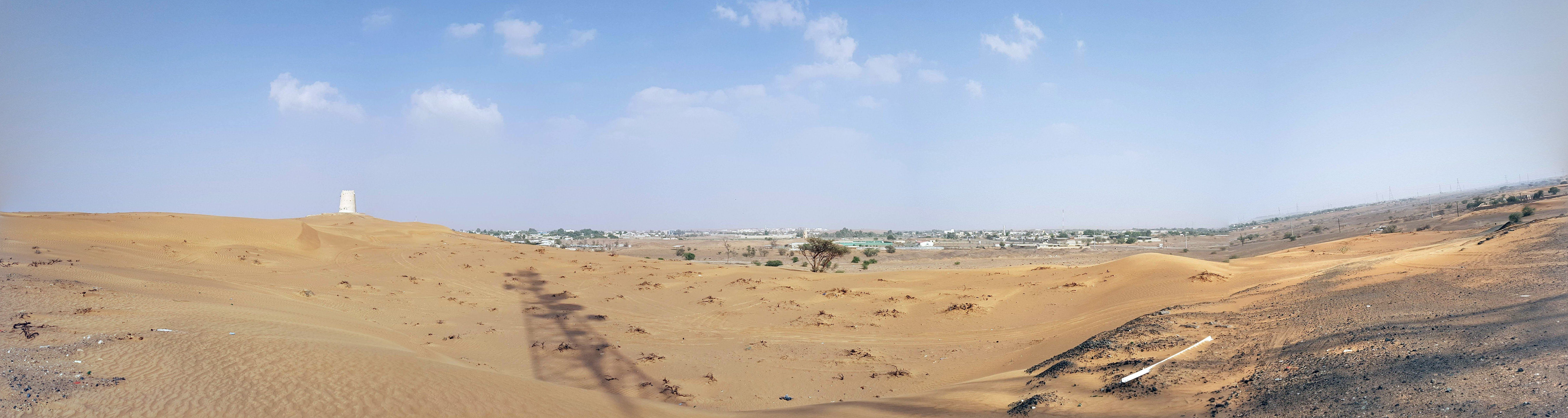
نمایی از فلج المعلا

فلج المعلا  یک منطقهٔ مسکونی در امارات متحده عربی است که در ام‌القوین واقع شده‌است.

## خصوصیات
فلج المعلا   ۸۲ متر بالاتر از سطح دریا واقع شده‌است.